# Rudolf Zernick
Rudolf Zernick, genannt Rudi Zernick, (* 26. April 1929 in Meuro, Niederlausitz; † 22. März 1997 in Magdeburg) war ein deutscher Chemieingenieur und langjähriger Leiter der Ingenieurschule für Chemie „Justus von Liebig“ im Magdeburger Stadtteil Westerhüsen.

## Leben
Von 1935 bis 1943 besuchte Zernick die Volksschule in Meuro. Es schloss sich dann bis 1945 bei der BRABAG in Schwarzheide eine Lehre zum Chemielaborwerker an. Er nahm ein Studium zunächst an der Fachschule Altenburg später in Zwickau auf. Dort erreichte er einen Abschluss als Chemotechniker. Er schloss sein Studium dann 1951 in Dresden als Chemieingenieur ab.
Zernick nahm eine Arbeit als Betriebsingenieur im inzwischen als VEB Synthesewerk Schwarzheide firmierenden alten Lehrbetrieb auf. Bereits 1952 ging er jedoch als Dozent für analytische und physikalische Chemie und Laborleiter an die erst kurz zuvor gebildete Betriebsfachschule für Chemie des VEB Fahlberg-List in Magdeburg. 1956 wurde er Direktor der seit 1953 als Ingenieurschule für Chemie „Justus von Liebig“ benannten Schule. Unter seiner Leitung wurde die Schule weiter auf- und ausgebaut und entwickelte sich mit mehreren 100 Direktstudenten und vielen Fernstudenten zur zweitgrößten Einrichtung ihrer Art in der DDR. Die Ingenieurschule brachte einen bedeutenden Teil des mittleren Führungspersonals der chemischen Industrie der DDR hervor. Mitsamt ihren vielfältigen sozialen und kulturellen Einrichtungen stellte die Schule das Lebenswerk Zernicks dar. 1963 wurde Zernick als Verdienter Lehrer des Volkes ausgezeichnet. Er blieb bis zu seiner Pensionierung im Jahr 1986 Direktor der Schule.

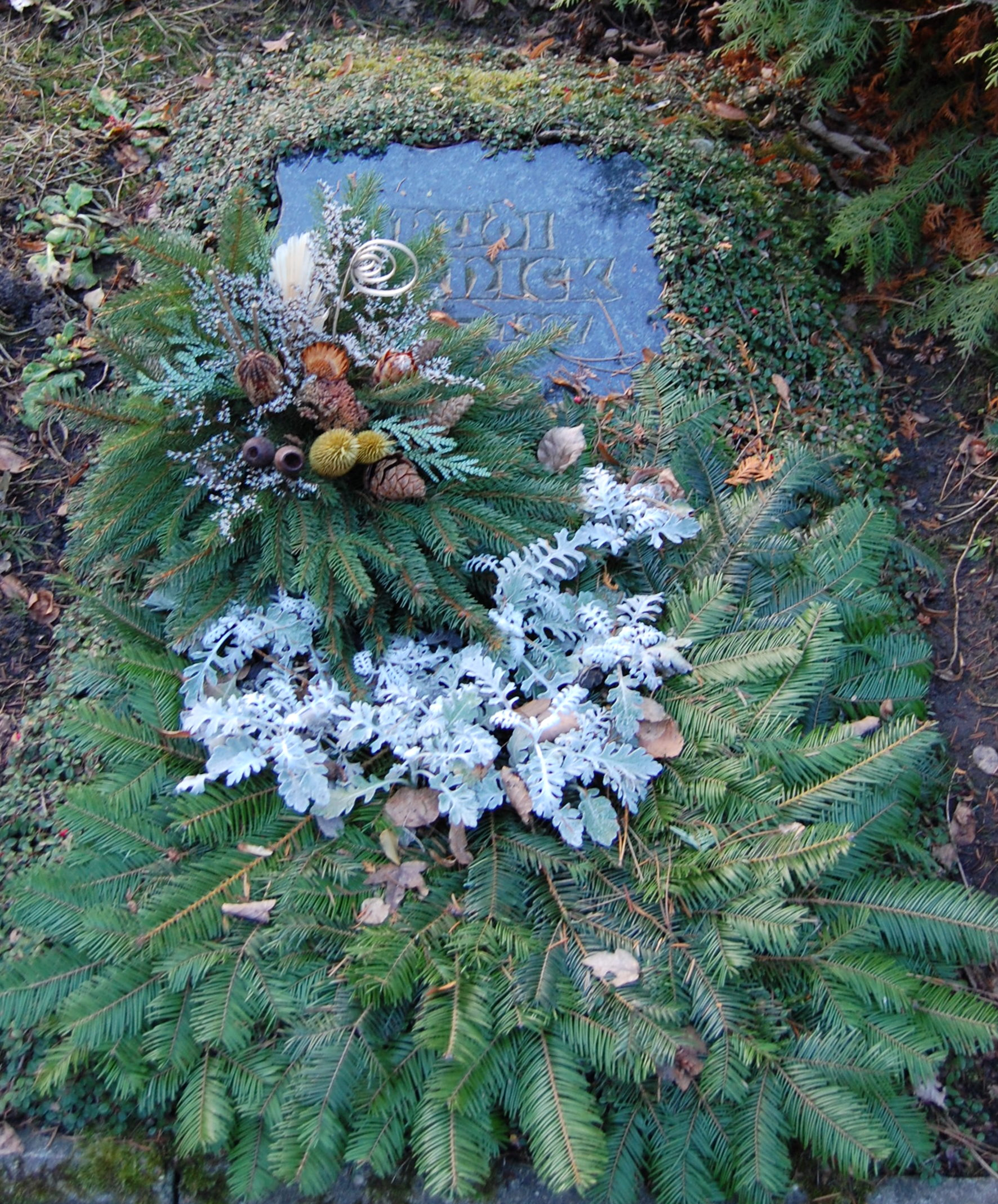
Grabstätte auf dem Friedhof Westerhüsen, 2011

Zernick wohnte in der Siedlung Arnold-Knoblauch-Straße in Magdeburg-Westerhüsen. In den Gebäuden der heute nicht mehr bestehenden Chemieschule ist eine berufsbildende Schule der Stadt Magdeburg untergebracht. Seine Beisetzung erfolgte auf dem Friedhof Westerhüsen.

## Werke
- Wie bilden wir Chemie-Ingenieure aus? In: Neues Deutschland. 25. März 1959, Seite 4